# کنشیر
کنشیر (به انگلیسی: Kunshair) یک منطقهٔ مسکونی در پاکستان است که در خیبر پختونخوا واقع شده‌است.